# Zamaradopsis tenera
Zamaradopsis tenera är en fjärilsart som beskrevs av W. Warren 1907. Zamaradopsis tenera ingår i släktet Zamaradopsis och familjen mätare. Inga underarter finns listade i Catalogue of Life.